# Protestas en Venezuela de 2004
Las protestas en Venezuela de 2004 fueron una serie de protestas antigubernamentales llevadas a cabo en el marco del proyecto del referéndum revocatorio de Venezuela de 2004.

## Antecedentes
El gobierno de Hugo Chávez atravesaba por una fuerte crisis política desde el año 2002, situación que provocó el golpe de Estado en Venezuela de 2002, la rebelión de los militares de Plaza Altamira y el paro general en Venezuela de 2002-2003.
El Firmazo y Reafirmazo
En enero decenas de miles de opositores y partidarios del presidente Hugo Chávez marcharon en Caracas en protestas rivales sobre si Chávez debería someterse a un referéndum revocatorio. En febrero de 2003 la Coordinadora Democrática inicio la recolección de firmas para activar la revocatoria del mandato al gobierno de Chávez, lo que denominaron como El Firmazo, recolectando 3,2 millones de firmas, sin embargo el Consejo Nacional Electoral consideró que las firmas recogidas a través de El Firmazo no eran válidas debido a que fueron recogidas prematuramente. Del 28 de noviembre al 1 de diciembre de 2003 Súmate recolectó 3.448.747 de nuevas firmas bajo un evento denominado como el Reafirmazo.

## Protestas
El Consejo Nacional Electoral procedió a la revisión casi un mes después de la fecha en la que las firmas fueron presentadas el 13 de enero de 2004. El 15 de febrero una manifestación frente al  CNE culminó con varios hechos de violencia contra varios dirigentes políticos y contra un camarógrafo de CNN llamado Felipe Izquierdo.
A finales de febrero de 2004 el Consejo Nacional Electoral no iba a aceptar como válidas suficientes firmas para celebrar el referéndum, situación criticada por la Organización de los Estados Americanos y el Centro Carter. Esto inicio una ola de protestas.
El 27 de febrero la periodista de Últimas Noticias Berenice Gómez fue golpeada y amenazada en medio de una manifestación, al igual que el camarógrafo de Televen Frank Molina a quien, además le arrebataron sus equipos. Su compañero Carlos Montenegro recibió un impacto de bala.
El 28 de febrero, en el marco de la 12.ª Cumbre del G-15 manifestantes de la oposición intentaron llegar a la sede de la cumbre, para entregar un documento de protesta contra el gobierno de Hugo Chávez, pero fueron dispersados por la Guardia Nacional Bolivariana con gases lacrimógenos y estallaron disparos. El gobierno suspendió las transmisiones en vivo de los disturbios. En algunos sectores la represión contó con el apoyo de los Círculos bolivarianos. Los hechos saldaron con 2 personas muertas y 39 heridas, 15 con heridas de bala. El alcalde de Caracas Alfredo Peña condenó los hechos. Los fallecidos fueron Alberto Aumbret de 65 años y Juan Carlos Lugo de 25 años, quienes presentaron heridas de bala en el tórax y en el cuello respectivamente.
Las protestas continuaron por los siguientes días, registrándose un uso desproporcionado de las fuerzas de seguridad del estado, lo que fue justificado por el gobierno. El 29 de febrero cayó una granada de gas lacrimógeno en la Clínica Metropolitana por lo que tuvieron que desalojar a los pacientes de un piso.
El 1 de marzo la Guardia Nacional Bolivariana detuvo al maestro de la Orquesta Sinfónica Venezuela Carlos Eduardo Izcaray Pinto, a pesar de solo estar de testigo en una manifestación, fue torturado y amenazado de muerte. Ese mismo día, fue asesinado el extrabajador petrolero, dirigente de Gentes del Petróleo de nacionalidad española, José Manuel Vilas Liñeira, tras recibir 2 disparos, cuyos proyectiles resultaron ser unas esferas de vidrio, efectuados por la Policía durante una manifestación en la urbanización Los Castores, en San Antonio de Los Altos, Estado Miranda.
Ese mismo día, Cosme Biella es asesinado por agentes de seguridad y trasladado a un hospital, donde declararon falsamente que había sido víctima de un ladrón armado. El 2 de marzo, William Morales Álvarez, de 23 años, fue asesinado de un disparo en la espalda durante la disolución de una protesta en las cercanías de su casa en Caracas.Ese mismo día en Altamira, cae asesinado Yormi Suárez Rivero, de 22 años, producto de un disparo en el intercostal derecho.
El 5 de marzo la dirigente de Acción Democrática Evangelina Carrizo es asesinada tras recibir un disparo en la espalda realizado por Ramsor Bracho, miembro de la Guardia Nacional Bolivariana, durante una manifestación en Machiques, estado Zulia. Su hijo Alejandro Carrizo se encontraba con ella en aquel momento, según relato, mientras trataba de acercarse a su madre, que yacía moribunda, varios uniformados lo sujetaron para que otro lo golpeara, luego lo metieron en el vehículo militar estacionado al lado de su madre, sin que ninguno hiciera algo para socorrerla.
Las manifestaciones iniciadas el 27 de febrero hasta el 5 de marzo saldaron con 14 muertos, 200 heridos y 500 arrestados. Los manifestantes envolvieron sus rostros con banderas venezolanas para protegerse de los gases lacrimógenos. También se denunciaron torturas contra los manifestantes detenidos y algunos fueron enviados a prisiones comunes como la Cárcel de Santa Ana del Táchira.
El disidente cubano Roberto Alonso coordinó tácticas de barricadas durante las manifestaciones, por lo que fue perseguido por el gobierno. El ministro de defensa Jorge García Carneiro suspendió el libre porte de armas. La Coordinadora Democrática denunció que el gobierno de Hugo Chávez incurrió en "la violación masiva de derechos humanos". La violencia ocasiono el cierre temporal de algunos negocios y escuelas. Tales hechos provocaron la renuncia embajador de Venezuela ante la Organización de las Naciones Unidas, Milos Alcalay.

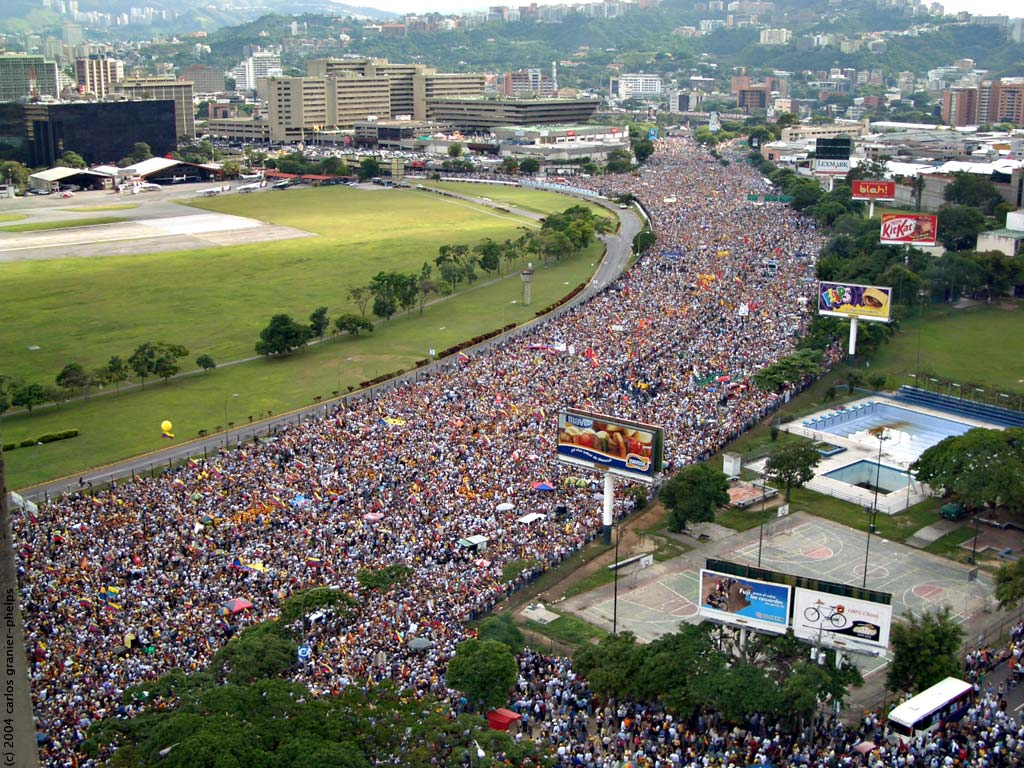
Manifestación a favor de la opción "sí" en el referéndum revocatorio.

El 7 de marzo se concentró una manifestación de 500.000 personas. Para el 13 de mayo al menos 3 periodistas habían sido arrestados por dar cobertura a las protestas. También se denunció la desaparición forzada de 7 manifestantes. Jesús Torrealba, vocero de la Coordinadora Democrática señaló que las protestas han dejado 1758 heridos a nivel nacional. Fueron muchos los periodistas agredidos durante las jornadas. El 20 de marzo se realizó una manifestación hacia la Fiscalía, para protestar el auto de detención en contra del alcalde de Baruta Henrique Capriles, dictado por el fiscal Danilo Anderson.
Tras una nueva revalidación de firmas finalmente se aprueba el inicio de la campaña para el referéndum revocatorio el 4 de junio. Durante ese día hubo disturbios progubernamentales durante las cuales Rómulo José Frías Carpio murió debido a un impacto de bala en la región cervical, además hubo otro herido de bala. El 27 de julio los periodistas Juan Carlos Aguirre y Alejandro Marcano fueron atacados por la Guardia Nacional Bolivariana mientras cubrían una protesta violenta en Caracas.

### Tras el referéndum
El 15 de agosto se llevó a cabo el referéndum revocatorio de Venezuela de 2004, en el cual la opción de no revocar a Hugo Chávez fue declarada ganadora con el 59,1% de los votos. Sin embargo, la oposición no aceptó los resultados, argumentando fraude electoral. En la mañana del 16 de agosto, grupos de opositores se concentraron para protestar ante la delegación internacional integrada por la Organización de los Estados Americanos y el Centro Carter por el presunto fraude. Unos 300 manifestantes decidieron trasladarse desde el Meliá hasta la plaza Francia de Altamira, Pero en el camino al menos dos motocicletas, con dos individuos en cada una, al tiempo que gritaban consignas a favor del gobierno de Chávez, dispararon al grupo de personas que venía marchando. Álvaro José Pereira de 16 años de edad, resultó herido de bala con impactos en el pecho y en la pierna.
Maritza Ron Diez fue asesinada y varias personas resultaron heridas de bala tras el ataque de los círculos bolivarianos. Se reportaron un total de 12 heridos, entre ellos el diputado de Solidaridad Ernesto Alvarenga quien recibió un impacto en el tórax y la señora Hilda Mendoza Denham, madre del activista Thor Halvorssen Mendoza.
Posteriormente otro grupo que se encontraba en la autopista Francisco Fajardo  fue sorprendido con disparos realizados desde una camioneta Cherokee resultando otro herido. A pesar de las evidencias fotográficas de agencias internacionales y locales, el presidente Hugo Chávez que el ataque había sido planeado por la oposición asegurando que los mismos convocantes fueron los que enviaron a los francotiradores y pistoleros. Las imágenes captadas por las cámaras de los fotógrafos permitieron identificar al menos a tres pistoleros que resultaron ser activistas del oficialismo.
Voceros vinculados con la policía política aseguraron que entre los pistoleros se encuentra un exfuncionario de la Policía municipal de Sucre, quien reside en Petare. Los informantes señalaron que poco antes del referendo sostuvieron una reunión en la cual participaron dirigentes e integrantes de los círculos bolivarianos. La fuente reveló que el plan consistía en utilizar a motorizados cuya misión consistía en transportar a los pistoleros que sofocarían cualquier protesta tras conocerse los resultados que emitirían los tres rectores del CNE. El Plan Operativo Vigente fue comparado con la Caravana de la Muerte de Chile durante la dictadura de Augusto Pinochet.
El Centro Carter desestimó las acusaciones de fraude. Human Rights Watch instó al gobierno a solucionar la crisis política y enjuiciara los responsables de las muertes en las protestas. De los 97 expedientes que había iniciado el Cuerpo de Investigaciones Científicas, Penales y Criminalísticas para esclarecer estos hechos de violencia política sólo 4 casos han sido resueltos. John Jiménez, Pedro Ramos y Henry Parra fueron condenados por la muerte de Maritza Ron, sin embargo, un tribunal de Caracas revocó la condena un tiempo después.